# Zastava Tanzanije
Zastava Tanzanije usvojena je 30. lipnja 1964.
Sastoji se od crne trake uovičene žutom bojom, koja dijeli zastavu na trokute zeleni i plavi.
Zelena predstavlja vegetaciju, žuta rudna bogatstva, crna domorodački Svahili narod, a plava jezera, rijeke i Indijski ocean.